# Folketingsgruppe
En folketingsgruppe er en sammenslutning af folketingsmedlemmer, der som hovedregel er valgt for samme parti. Folketingsmedlemmer valgt for samme parti danner typisk en folketingsgruppe efter et folketingsvalg, men også andre folketingsmedlemmer kan blive optaget i et bestemt partis folketingsgruppe. Eksempelvis kan et folketingsmedlem fra Færøerne eller Grønland eller en løsgænger blive medlem af et bestemt partis folketingsgruppe, og der er ikke nødvendigvis krav om man forinden indmelder sig i selve partiet. Ethvert folketingsmedlem kan dog maksimalt være medlem af én folketingsgruppe, og hvis man indmelder sig i en folketingsgruppe betyder det, at man stiller sit mandat til rådighed for gruppens politiske forhandlinger, og underlægger sig gruppens afstemningsindstilling i folketingssalen.
Selvom flertallet af de fire mandater fra Færøerne og Grønland i 2001-11 var organiseret sammen i den Den Nordatlantiske Gruppe, så havde denne samarbejdsgruppe intet at gøre med deres respektive folketingsgruppe. Typisk opretter hver enkelt af de fire nordatlantiske medlemmer hver sin politisk uafhængige folketingsgruppe, som kun omfatter dem selv, som repræsentant for det færøske/grønlandske parti de blev valgt for under folketingsvalget. Det kan dog også forekomme, at et nordatlantisk mandat vælger i stedet at tilslutte sig direkte til et dansk partis folketingsgruppe. Eksempelvis indmeldte færøsk valgte Lisbeth Petersen (Sambandspartiet) sig i Venstres folketingsgruppe efter Folketingsvalget 2001.
En folketingsgruppe kan også dannes senere i valgperioden, eksempelvis ved at nogle folketingsmedlemmer bryder med deres tidligere folketingsgruppe og danner en ny. Et eksempel herpå er Dansk Folkeparti i 1995, som samtidig valgte at stifte et specifikt parti og stille op til næste folketingsvalg. Det skal bemærkes, at det også er tilladt at etablere en ny folketingsgruppe uden at man samtidig stifter et nyt specifikt parti. Dette valgte udbrydere fra Fremskridtspartiet at gøre i 1999, da de dannede folketingsgruppen Frihed 2000 uden at danne et tilsvarende politisk parti.
Folketingsgruppen vælger som regel en ledelse, bestående af formand, to næstformænd og sekretær. Det er desuden også folketingsgruppen, der udpeger partiets politiske ordfører. Folketingsgruppen holder ugentlige møder om de aktuelle politiske sager. Folketinget støtter hver folketingsgruppe med et vist beløb efter dens størrelse.

## Økonomisk tilskud
Folketingets Præsidium uddeler hvert år et tilskud, kaldet gruppestøtte, til hver eneste af de etablerede folketingsgrupper. Denne støtte går især til gruppernes lønudgifter til medlemssekretærer, økonomer, pressemedarbejdere m.fl. De specifikke gruppestøtte-regnskaber uploades hvert år på Folketingets hjemmeside.

## Oversigt over folketingsgrupper i 2012
Aktuelt er der etableret følgende tolv folketingsgrupper i Folketinget, som repræsenterer alle tolv indvalgte partier:
- Venstre (V)
- Socialdemokratiet (S)
- Dansk Folkeparti (DF)
- Socialistisk Folkeparti (SF)
- Radikale Venstre (RV)
- Enhedslisten (EL)
- Det Konservative Folkeparti (KF)
- Liberal Alliance (LA)
- Inuit Ataqatigiit (IA)
- Siumut (SI)
- Sambandsflokkurin (SP)
- Javnaðarflokkurin (JF)